# (22153) Kathbarnhart
(22153) Kathbarnhart (2000 WT58) – planetoida z pasa głównego asteroid okrążająca Słońce w ciągu 4,03 lat w średniej odległości 2,53 j.a. Odkryta 21 listopada 2000 roku.